# Hotagen
För sjön med detta namn, se Hotagen (sjö)
Hotagen är kyrkbyn i Hotagens socken i Krokoms kommun i nordvästra Jämtland.
Byn ligger vid västra stranden av sjön Hotagen och här ligger Hotagens kyrka.

## Galleri

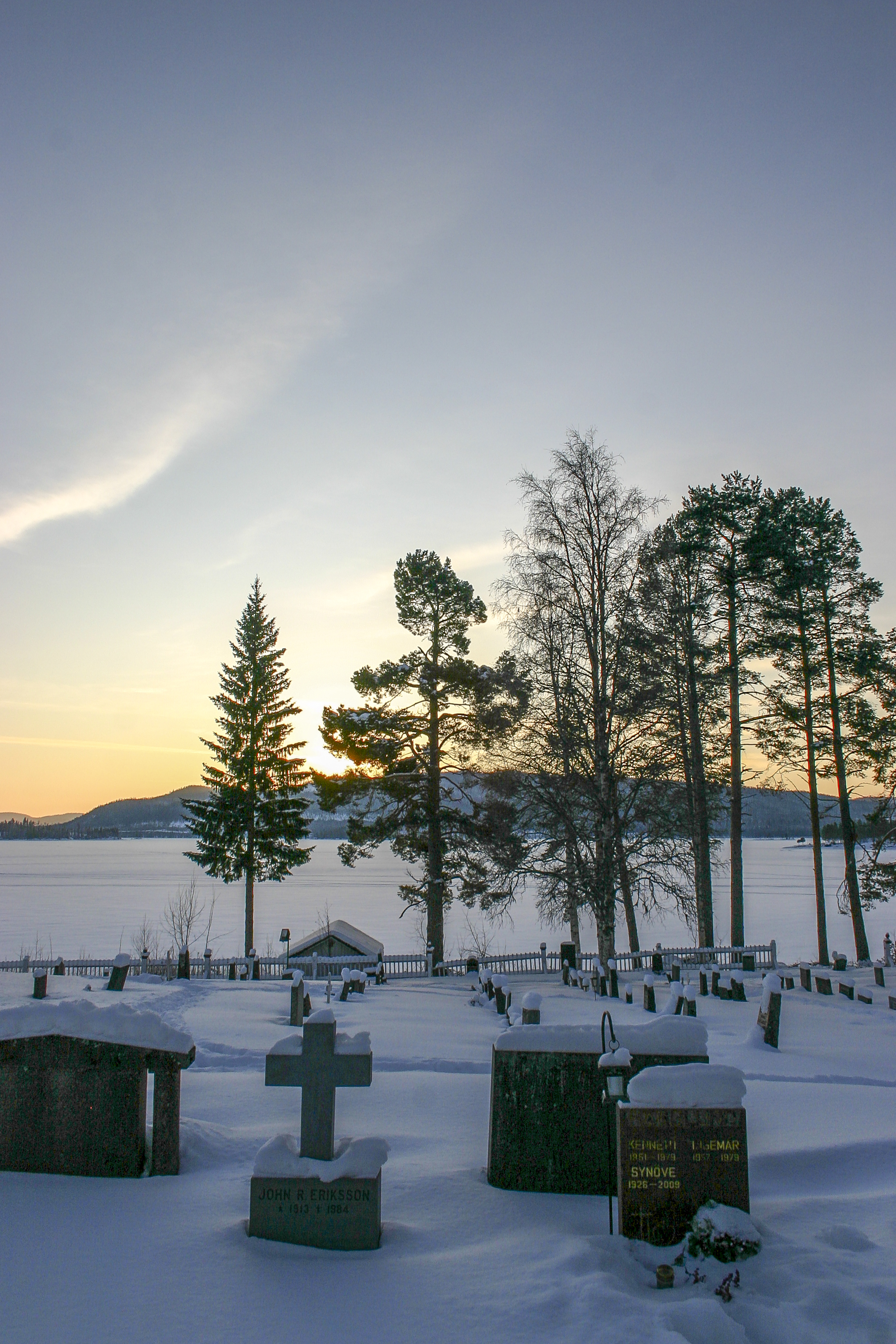
Hotagens kyrkogård.
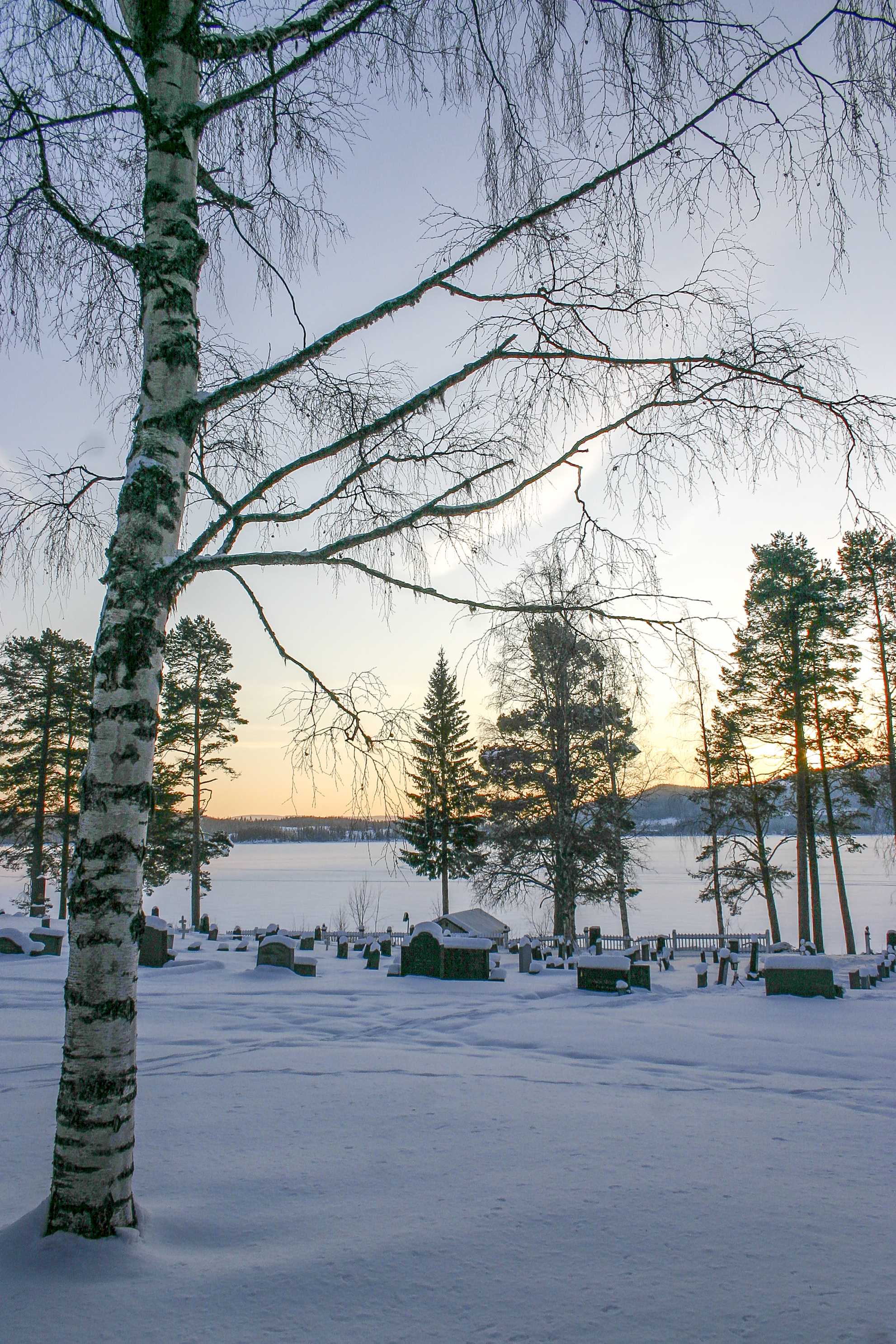
Hotagens kyrkogård.